# 400673 Vitapolunina
400673 Vitapolunina este o planetă minoră (asteroid) din centura de asteroizi. A fost descoperită pe 24 iulie 2009 la Spețialnaia astrofiziceskaia observatoria RAN⁠(d) de Timoer Valerievitsj Krjatsjko⁠(d). 
Obiectul prezintă o orbită caracterizată de o semiaxă mare de 3,0289630643096 UAi, o excentricitate de 0,27, o înclinație de 6,3 ° în raport cu ecliptica.